# RTOP-41 Vukovar
RTOP-41 Vukovar je ratni brod u sastavu Hrvatske ratne mornarice. Izgrađen je u Brodogradilištu Wärtsilä u Finskoj 1985. godine te stavljen u službu u Finskoj ratnoj mornarici pod imenom FNS 62 Oulu. Do 2000. godine u sastavu Flote Hrvatske ratne mornarice nalazio se brod istog imena koji je bio klasificiran kao torpedni brod - TB-51 Vukovar

## Karakteristike
Brod ima deplasman od 300 tona, dužine je 45 metara, širine 8,8 m, a gaz mu je 3 m. Opremljen je s tri dizelska motora MTU 16V 538 TB92 snage 9000 kW (3 brodska vijka). Može postići brzinu od 32 čvora. Brod opslužuje 30 članova posade.
Naoružan je pramčanim topom Bofors kalibra 57 milimetara, dva protuzrakoplovna topa Sako 23 milimetra, te krmene platforme koje nose osam dalekometnih protubrodskih raketa RBS-15 SSM. Može nositi i dubinske bombe.

## Služba u HRM
Brod je povučen iz službe u Finskoj ratnoj mornarici 2007. godine te je prodan Hrvatskoj ratnoj mornarici kao dio "offset" programa nabave oklopnih vozila Patria AMV Hrvatskoj za 9 milijuna eura. Uz RTOP-41 Vukovar, u sastavu Hrvatske ratne mornarice nalazi se još jedan brod iste klase RTOP-42 Dubrovnik. Prvi zapovjednik broda bio je poručnik fregate Srđan Bilić.

U sklopu procesa obuke posade, prvo topničko gađanje RTOP-41 je izvedeno 26. veljače 2009.

## Galerija
- Pramčanim top Bofors 57mm
- SAKO 23mm
- Protubrodske rakete RBS-15
- Bivši FNS Oulu, sada RTOP-41 Vukovar

## Poveznice
- Raketne topovnjače klase Helsinki
- RTOP-42 Dubrovnik